# El Hassan Lahssini
El Hassan Lahssini (né le 1er janvier 1975 à Témara au Maroc) est un athlète français, spécialiste des courses de fond et du cross-country.

## Biographie

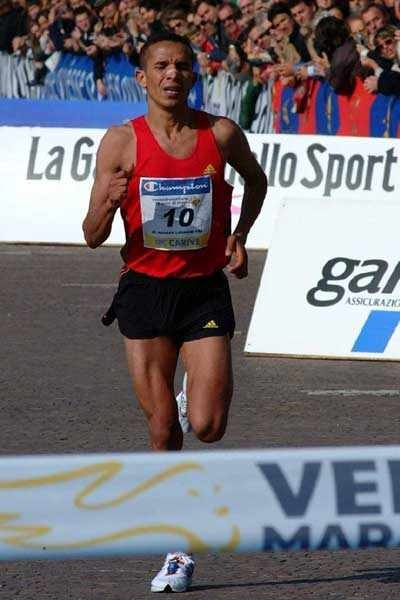
Marathon de Venise 2003.

Natif de la ville de Témara, sa famille est originaire de la région de Marrakech (Oulade Mhamed). Sa famille s'installe à Salé en 1984, à Hay Moulay Smail près d'une magnifique forêt. Il a joué au football jusqu'à l'âge de 16 ans.
Il débute l’athlétisme en 1989 accompagné de son ami d'enfance Sadek Bahla, à qui il doit son orientation vers la course à pied dans son premier club : PTT de Rabat. Après 1 an, il participe à son 1er championnat du Maroc scolaire à Kénitra, où il décroche sa première sélection en équipe du Maroc avec une 5e place. Il participe à son premier championnat du monde cadet en France 1990 à Fontainebleau avec une bonne place 6e et 1er par équipe.
En 1991, il rejoint le lycée des champions à Casablanca pour suivre ses études en sport étude, il décroche son bac en 1994, après avoir gagné plusieurs championnats du Maroc et réalisé plusieurs records du Maroc mondiales dans ses catégories.
Il rejoint l'école supérieure des professeurs de sport à Casablanca. Il décide après un an d'abandonner les études et se consacrer à son sport préféré, il rejoint la France en 1995 il s'installe à Alès où il signe avec le club « Ales Cévennes Athlétisme », il rencontre son entraineur Jean-Claude Gachon, après un an de collaboration et de travail avec lui, il participe à son premier championnat de France du 5 000 m en 1996 à 22 ans à Évry, où il finit au sprint avec le recordman de France, Mohamed Ezzher. Après la course, tous les passionnés de l'athlétisme parlaient de la magnifique foulée d'El Hassan Lahssini et son excellent talent de futur grand coureur de demi-fond. Un mois après, il réalise son premier grand chrono sur le 3 000 m lors du meeting de Nikaia à Nice 7 min 33 s 39 et la 4e place, à 5 secondes du record du monde, les managers et entraineurs le voient le futur Saïd Aouita.
Il n'est pas sélectionné pour les Jeux olympiques d'Atlanta de 1996, sélection déjà faite sur 5 000 m. Il remonte à Font-Romeu, un lieu d'entrainement en altitude de 2 200 m pour un stage d'un mois, il court son 2e 3 000 m à Monaco, à l'arrivée 7 min 30 s 52, la 4e performance mondiale de l'année. Deux semaines après, il confirme son très haut niveau au 3 000 m de Bruxelles en 7 min 32 s 33 et 4e place. Il court son 1er grand 5 000 m au meeting de Berlin en 13 min 06 s 32 son meilleur chrono sur la distance, il le bat une semaine après à l’occasion de la finale du grand prix à Milan en 13 min 04 s 32.
Il participe en 1997 à son 1er championnat du monde de cross long à Turin, où il termine 12e et 2e par équipe. Dans la même année, il termine 7e aux championnats du monde du 5 000 m à Athènes et 7e aux championnats du monde en salle du 3 000 m.
En 1998, il remporte le championnat de France de cross Chartres.
En 1999, il termine 9e aux championnats du monde de cross court à Belfast et 1er par équipe pour le Maroc et il remporte pour la 2e fois le championnat de France de cross à Nantes.
Le 29 janvier 2000, il obtient la nationalité française. Il participe à son 1er championnat d’Europe de cross à Tune en Suisse il remporte la médaille d’argent.
Il se distingue lors des championnats d'Europe de cross-country en remportant, au titre du classement par équipes, le titre européen en 2003, la médaille d'argent en 2001 et 2002, et la médaille de bronze en 2007.